# Maria Thins

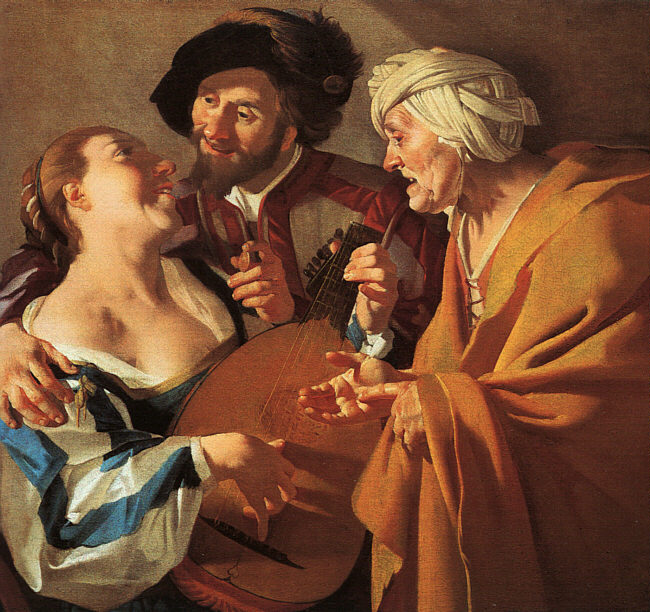
Dirck van Baburens Kopplerskan från 1622 ägdes av Maria Thins och finns återgiven på två av svärsonen Johannes Vermeers målningar

Maria Thins, född 1593 i Gouda, död 27 december 1680 i  Delft, var en nederländsk kvinna, som var svärmor till Johannes Vermeer.
Maria Thins gifte sig 1622 med den förmögne tegelmakaren Reynier Bolnes i Gouda. Äktenskapet blev problematiskt och hon utsattes av allt att döma för både psykisk och fysisk misshandel.  År 1641 beslöt Maria Thins att flytta till Delft, där hennes bror bodde. Mannen nekade henne skilsmässa, men hon erhöll en ansenlig summa pengar vid en bodelning 1649. Maria Thins, som var en hängiven katolik, flyttade till den burgna katolska delen av staden, som kallades Papenhoek (Påvehörnet). Vid denna tid utgjorde katolikerna en fjärdedel av stadens befolkning. Huset, som hon flyttade till var finare är genomsnittet: det kostade 2.400 gulden, medan ett genomsnittligt hus kunde köpas för 600-800 gulden.
År 1653 gifte sig den yngsta av hennes döttrar, Catharina Bolnes,  med Johannes Vermeer vid en stilla ceremoni i den lilla staden Schipluiden. Vermeer bekände sig som befolkningsmajoriteten till den reformerta kyrkan, men hade - som det antas under påtryckning av den blivande svärmodern - konverterat till den katolska tron. Någon gång mellan 1653  och 1660 flyttade det unga paret och deras hastigt växande barnskara in i Maria Thins rymliga hus på Oude Langendijk, där Johannes Vermeer fick en ateljé på framsidan av huset på andra våningen.  Familjerna Thins och Vermeer höll från detta ett gemensamt hushåll.
Maria Thins synes ha varit en viktig faktor i Johannes Vermeers liv. Hans äldsta dotter fick namnet Maria efter henne, medan inget av de elva barn som överlevde födelsen fick namn efter Vermeers egna föräldrar.
År 1672 led Maria Thins en allvarlig ekonomisk förlust , då hennes egendom i närheten av Schoonhoven medvetet sattes under vatten för att förhindra den franska invasionsarméns rörelser. År 1674 gjorde Johannes Vermeer flera affärsresor för sin svärmors räkning, först till Gouda efter svärfaderns död, och senare till Amsterdam. I Amsterdam synes Vermeer ha förfarit bedrägligt genom att ta upp ett större lån mot Maria Thins som borgenär utan hennes medgivande. Johannes Vermeer hade själv vid denna tid stora ekonomiska problem till följd av kriget med Frankrike och den nedgång i konstmarknaden som den orsakade. Han dog kort därefter.
Maria Thins och dottern kämpade efter Vermeers död för att målningen Målarkonsten inte skulle säljas på exekutiv auktion. Maria Thins argumenterade för att målningen hade lämnats som ersättning till henne för underhåll som hon betalt för dotterns och svärsonens familj.
Hon bodde 1676 i Haag, men flyttade senare tillbaka till Delft. Hon begravdes i  Oude Kerk i Delft i december 1680 i samma grav som Vermeer. Dottern Catharina Bolnes flyttade därefter till Breda.